# Paraguay ai Giochi della XXX Olimpiade
Il Paraguay ha partecipato ai Giochi della XXX Olimpiade di Londra che si sono svolti dal 27 luglio al 12 agosto 2012. È stata la 11ª partecipazione consecutiva degli atleti paraguaiani ai giochi olimpici estivi ad esclusione dell'edizione di Mosca 1980.
Gli atleti della delegazione paraguaiana sono stati 8 (4 uomini e 4 donne), in 6 discipline. Alla cerimonia di apertura il portabandiera è stato il nuotatore Benjamin Hockin; nessun portabandiera ha presenziato alla cerimonia di chiusura.
Nel corso della manifestazione il Paraguay non ha ottenuto alcuna medaglia.

## Partecipanti
| Sport            | Uomini | Donne | Totale |
| ---------------- | ------ | ----- | ------ |
| Atletica Leggera | 1      | 1     | 2      |
| Canottaggio      | 0      | 1     | 1      |
| Judo             | 1      | 0     | 1      |
| Nuoto            | 1      | 1     | 2      |
| Tennis           | 0      | 1     | 1      |
| Tennis Tavolo    | 1      | 0     | 1      |
| Totale           | 4      | 4     | 8      |

## Atletica leggera
| Q | Qualificato al turno successivo per la posizione in qualificazione                                                           |
| q | Qualificato per il turno successivo per ripescaggio o, negli eventi su campo, conquistando la misura minima per qualificarsi |

### Maschile
Eventi di corsa su pista e strada
| Atleta          | Evento | Batteria  | Batteria  | Semifinale      | Semifinale      | Finale          | Finale          |
| Atleta          | Evento | Risultato | Posizione | Risultato       | Posizione       | Risultato       | Posizione       |
| --------------- | ------ | --------- | --------- | --------------- | --------------- | --------------- | --------------- |
| Augusto Stanley | 400 m  | 47"21     | 6°        | non qualificato | non qualificato | non qualificato | non qualificato |

### Femminile
Eventi su campo
| Atleta       | Evento                 | Qualifica | Qualifica | Finale          | Finale          |
| Atleta       | Evento                 | Distanza  | Posizione | Distanza        | Posizione       |
| ------------ | ---------------------- | --------- | --------- | --------------- | --------------- |
| Leryn Franco | Lancio del giavellotto | 51,45 m   | 34ª       | non qualificata | non qualificata |

## Canottaggio
| FA   | Qualificato in finale A (per le medaglie)     |
| FB   | Qualificato in finale B (non per le medaglie) |
| FC   | Qualificato in finale C (non per le medaglie) |
| FD   | Qualificato in finale D (non per le medaglie) |
| FE   | Qualificato in finale E (non per le medaglie) |
| FF   | Qualificato in finale F (non per le medaglie) |
| SA/B | Semifinali A/B                                |
| SC/D | Semifinali C/D                                |
| SE/F | Semifinali E/F                                |
| QF   | Qualificato ai quarti di finale               |
| R    | Ripescaggio                                   |

Femminile
| Atleta                     | Evento  | Batteria | Batteria  | Ripescaggio | Ripescaggio | Quarti di finale | Quarti di finale | Semifinali | Semifinali | Finale  | Finale    |
| Atleta                     | Evento  | Tempo    | Posizione | Tempo       | Posizione   | Tempo            | Posizione        | Tempo      | Posizione  | Tempo   | Posizione |
| -------------------------- | ------- | -------- | --------- | ----------- | ----------- | ---------------- | ---------------- | ---------- | ---------- | ------- | --------- |
| Gabriela Mosqueira Benitez | Singolo | 7'52"07  | 3ª QF     | Bye         | Bye         | 8'14"36          | 5ª SC/D          | 8'10"15    | 6ª FD      | 8'34"51 | 20ª       |

## Judo
Maschile
| Atleta          | Evento | Preliminari          | 16-esimi                      | Ottavi               | Quarti               | Semifinali           | Ripescaggio          | Med. bronzo          | Finale               | Posizione       |
| Atleta          | Evento | Avversario Risultato | Avversario Risultato          | Avversario Risultato | Avversario Risultato | Avversario Risultato | Avversario Risultato | Avversario Risultato | Avversario Risultato | Posizione       |
| --------------- | ------ | -------------------- | ----------------------------- | -------------------- | -------------------- | -------------------- | -------------------- | -------------------- | -------------------- | --------------- |
| Abraham Acevedo | −66 kg | Bye                  | D. García (AND) P (0001-0020) | non qualificato      | non qualificato      | non qualificato      | non qualificato      | non qualificato      | non qualificato      | non qualificato |

## Nuoto e sport acquatici

### Nuoto
Maschile
| Atleta          | Evento             | Batterie | Batterie   | Semifinali      | Semifinali      | Finale          | Finale          |
| Atleta          | Evento             | Tempo    | Classifica | Tempo           | Classifica      | Tempo           | Classifica      |
| --------------- | ------------------ | -------- | ---------- | --------------- | --------------- | --------------- | --------------- |
| Benjamin Hockin | 100 m stile libero | 50"12    | 32º        | non qualificato | non qualificato | non qualificato | non qualificato |
| Benjamin Hockin | 200 m stile libero | 1'48"91  | 29º        | non qualificato | non qualificato | non qualificato | non qualificato |
| Benjamin Hockin | 100 m farfalla     | 53"65    | 35º        | non qualificato | non qualificato | non qualificato | non qualificato |

Femminile
| Atleta        | Evento             | Batterie | Batterie   | Semifinali      | Semifinali      | Finale          | Finale          |
| Atleta        | Evento             | Tempo    | Classifica | Tempo           | Classifica      | Tempo           | Classifica      |
| ------------- | ------------------ | -------- | ---------- | --------------- | --------------- | --------------- | --------------- |
| Karen Riveros | 100 m stile libero | 59"86    | 41ª        | non qualificata | non qualificata | non qualificata | non qualificata |

## Tennis
Femminile
| Atleta               | Evento  | 32-esimi                                    | 16-esimi             | Ottavi               | Quarti               | Semifinali           | Finale               | Pos.            |
| Atleta               | Evento  | Avversario Risultato                        | Avversario Risultato | Avversario Risultato | Avversario Risultato | Avversario Risultato | Avversario Risultato | Pos.            |
| -------------------- | ------- | ------------------------------------------- | -------------------- | -------------------- | -------------------- | -------------------- | -------------------- | --------------- |
| Verónica Cepede Royg | Singolo | V. Lepchenko (USA) P 1-2 (5-7, 7-68-6, 2-6) | non qualificata      | non qualificata      | non qualificata      | non qualificata      | non qualificata      | non qualificata |

## Tennis tavolo
Maschile
| Atleta          | Evento  | Preliminari          | Round 1                                                           | Round 2              | Round 3              | Round 4              | Quarti di finale     | Semifinale           | Finale               | Pos.            |
| Atleta          | Evento  | Avversario Risultato | Avversario Risultato                                              | Avversario Risultato | Avversario Risultato | Avversario Risultato | Avversario Risultato | Avversario Risultato | Avversario Risultato | Pos.            |
| --------------- | ------- | -------------------- | ----------------------------------------------------------------- | -------------------- | -------------------- | -------------------- | -------------------- | -------------------- | -------------------- | --------------- |
| Marcelo Aguirre | Singolo | Bye                  | O. Diduch (UKR) P 3-4 (7-11, 11-7, 12-10, 4-11, 7-11, 11-7, 9-11) | non qualificato      | non qualificato      | non qualificato      | non qualificato      | non qualificato      | non qualificato      | non qualificato |